# 장일남
장일남(張一男, 1932년 2월 2일~2006년 9월 24일)은 대한민국의 작곡가, 지휘자 겸 음악가이고, 서양 클래식 음악학 담당 대학 교수이며, 본은 결성(結城)이다. 한양대학교 음악대학 명예교수를 역임한, 그의 직계 가족관계로는, 부인(문희자)과 사이에 자녀 1남 1녀(맏아들과 막내딸)가 있었다.
일제 시대 황해도 해주에서 출생한 그는, 해방(1945년 8월 15일 을유광복)이 도래한 이후 해주사범학교 재학 시(1948년)에, 1948년 당시 《바다의 소곡》이라는 가곡을 첫 작곡, 그 이후 1949년 해주사범학교를 졸업하고, 1950년 해주예술학교를 1학년 수료와 동시에 중퇴함에 이어, 같은해(1950년)에 평양음악학교를 2학년 중퇴한 후 월남, 수도여자사범대학 음악교육학과 강사, 한양대 음대 교수 등을 역임했다.
1961년에 오페라 《호동왕자》를 작곡해 국립 오페라단 창립 기념 공연을 하였고 1966년에 오페라 《춘향전》을 발표하였으며, 1971년에 《원효대사》를 발표하였다. 1988년에 서울 하계 올림픽 기념 오페라 《불타는 탑》을 작곡하였으며, 서울 아카데미 심포니 오케스트라의 상임 지휘자를 역임했다.
그의 작품으로는 《호동왕자(현제명의 원작 오페라 작품을 리메이크 편곡 제작)》, 《춘향전》, 《원효대사》, 《불타는 탑》 등이 있으며, 교향시로는 《한강》, 《조국》이, 가곡으로는 《기다리는 마음》, 《비목》이 있다.
2002년에 사실상 은퇴한 그는, 미국에서 알츠하이머병 치료를 받아오다가 2005년 12월 17일 영구 귀국하여 투병 끝에 2006년 9월 24일 알츠하이머병과 파킨슨병의 합병증으로 타계하였다.

## 주요 경력
- 한양대학교 명예교수

## 학력
- 황해도 해주사범학교 중퇴
- 황해도 해주예술학교 중퇴
- 평안남도 평양음악학교 중퇴